# Alan Culpepper
Alan Culpepper (Fort Worth - Texas, 15 september 1972) is een Amerikaanse langeafstandsloper. Hij werd meervoudig Amerikaans kampioen op het veldlopen, 5000 m en de 10.000 m.

## Loopbaan
In 2002 maakte Culpepper het snelste Amerikaanse marathondebuut ooit tijdens de Chicago Marathon met een tijd van 2:09.41.
Alan Culpepper won de marathon van Birmingham in 2004 en liep in 2002 een zesde tijd op de Chicago Marathon in een persoonlijke recordtijd van 2:09.41. Hij plaatste zich hiermee voor de Olympische Spelen van Athene, waar hij twaalfde werd.
Culpepper is afgestudeerd in Aardrijkskunde en Sociologie en speelt in zijn vrije tijd gitaar en piano. Hij is getrouwd met 1500 m-loopster Shayne Wille. Samen hebben zij twee zoons, genaamd Cruz Samuel (geboren in april 2002) en Levi (geboren in juni 2006).

## Titels
- Amerikaans kampioen 5000 m - 2002
- Amerikaans kampioen 10.000 m - 1999, 2003
- Amerikaans kampioen veldlopen - 1999, 2003, 2007

## Persoonlijke records
Baan
| Onderdeel   | Prestatie | Datum        | Plaats       |
| ----------- | --------- | ------------ | ------------ |
| 1500 m      | 3.38,64   | 29 juli 1999 | Barcelona    |
| 1 Eng. mijl | 3.55,12   | 25 juli 1998 | Edwardsville |
| 3000 m      | 7.47,30   | 9 juni 2001  | Palo Alto    |
| 5000 m      | 13.25,75  | 22 juli 2005 | Londen       |
| 10.000 m    | 27.33,93  | 4 mei 2001   | Palo Alto    |

Weg
| Onderdeel | Prestatie | Datum           | Plaats       |
| --------- | --------- | --------------- | ------------ |
| 15 km     | 43.33     | 9 maart 2002    | Jacksonville |
| marathon  | 2:09.41   | 13 oktober 2002 | Chicago      |

## Prestaties

### 3000 m
- 1998:  Grand Prix Brasil de Atletismo in Rio de Janeiro - 7.47,57
- 1998: 5e British Grand Prix in Sheffield - 7.48,17
- 2000:  Oregon Track Classic in Portland - 7.53,46
- 2001:  Oregon Track Classic in Gresham - 7.49,25

### 5000 m
- 1997:  Amerikaanse kamp. - 13.48,90
- 1998:  Amerikaanse kamp. - 13.41,13
- 1999:  Willie Williams Memorial Classic in Tucson - 13.58,50
- 1999: 5e Prefontaine Classic in Eugene - 13.32,83
- 2000: 5e Cardinal Invitational Meeting in Palo Alto - 13.29,41
- 2001:  Amerikaans kamp. - 13.29,66
- 2002:  Amerikaanse kamp. - 13.27,52

### 10.000 m
- 1997:  Stanford Invitational - 28.25,57
- 1999:  Cardinal Invitational Meeting - 27.39,27
- 1999:  Amerikaanse kamp. - 28.22,46
- 2000:  Amerikaanse olympische trials - 28.03,35
- 2001: 5e Cardinal Invitational in Palo Alto - 27.33,93
- 2001:  Amerikaanse kamp. in Eugene - 28.49,03
- 2001: 18e WK - 28.18,44
- 2002:  Amerikaanse kamp. in Palo Alto - 27.48,09
- 2003:  Cardinal Invitational-Kim McDonald in Palo Alto - 27.41,90
- 2003:  Amerikaanse kamp. - 27.55,36
- 2003: 14e WK - 28.14,92
- 2007: 4e Amerikaanse kamp. in Indianapolis - 28.34,01

### 10 km
- 2002:  Celestial Seasonings Bolder Boulder - 29.11
- 2003:  Cowtown in Fort Worth - 28.59
- 2007: 4e Bolder Boulder - 30.13

### 15 km
- 2001:  Gate River Run in Jacksonville - 43.35
- 2002:  Gate River Run in Jacksonville - 43.32,9
- 2005:  Gate River Run in Jacksonville - 43.58
- 2006: 4e Gate River Run in Jacksonville - 44.13

### halve marathon
- 2006:  halve marathon van Austin - 1:03.11
- 2006:  halve marathon van Denver - 1:04.52
- 2007: 6e halve marathon van New York - 1:03.34
- 2008:  halve marathon van Denver - 1:07.57

### marathon
- 2002: 6e Chicago Marathon - 2:09.41
- 2004:  Amerikaanse Olympische selectiewedstrijden - 2:11.42
- 2004:  marathon van Birmingham - 2:11.40
- 2004: 12e OS in Athene - 2:15.26
- 2005: 4e Boston Marathon - 2:13.39
- 2005: 12e Chicago Marathon - 2:13.20
- 2006: 5e Boston Marathon - 2:11.05

### veldlopen
- 1999: 21e WK - 41.10
- 2002:  Amerikaanse veldloopkamp. (12.000 m) - 38.22,00
- 2003:  Amerikaanse veldloopkamp. (12.008 m) - 35.51,00
- 2007:  Amerikaanse veldloopkamp. (12.000 m) - 37.09,00